# Forgách Miklós (főtárnokmester)

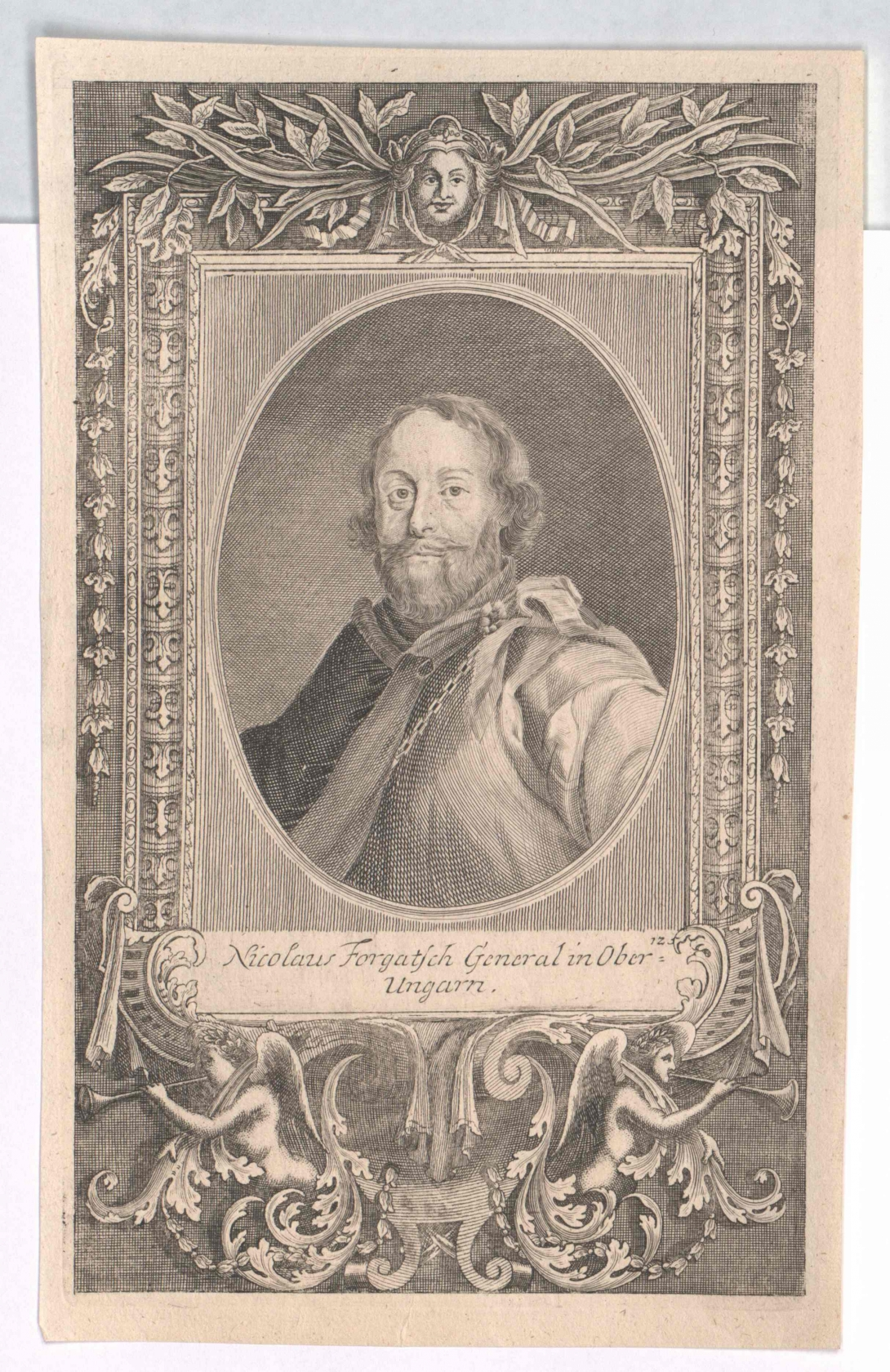
Forgách Miklós Magyarország felső részeinek főhadvezére

Forgách Miklós (ghymesi és gácsi gróf) (? – 1649 előtt) főtárnokmester.

## Élete
Gróf Forgách Gergely és Perényi Margit fia volt. 1633-ban Magyarország felső részeinek főhadvezére, egyúttal II. Ferdinánd királynak az eperjesi gyűlésre meghatalmazottja. 1649-ben már nem élt.
Felesége Bossányi Eszter volt, akinek fennmaradt egy magyar nyelven Pozsonyban, 1649. március 7-én írott levele II. Rákóczi György erdélyi fejedelemhez.

## Művei
Egy éneke maradt fenn: „Figyelmetes keresztyének” kezdettel Ujfalvy Imre Halotti Énekek (Nagyvárad, 1654.) című munkájában. A versfejekben: Forgács Miklós leana Eva Máriának.